# Videokonferenz

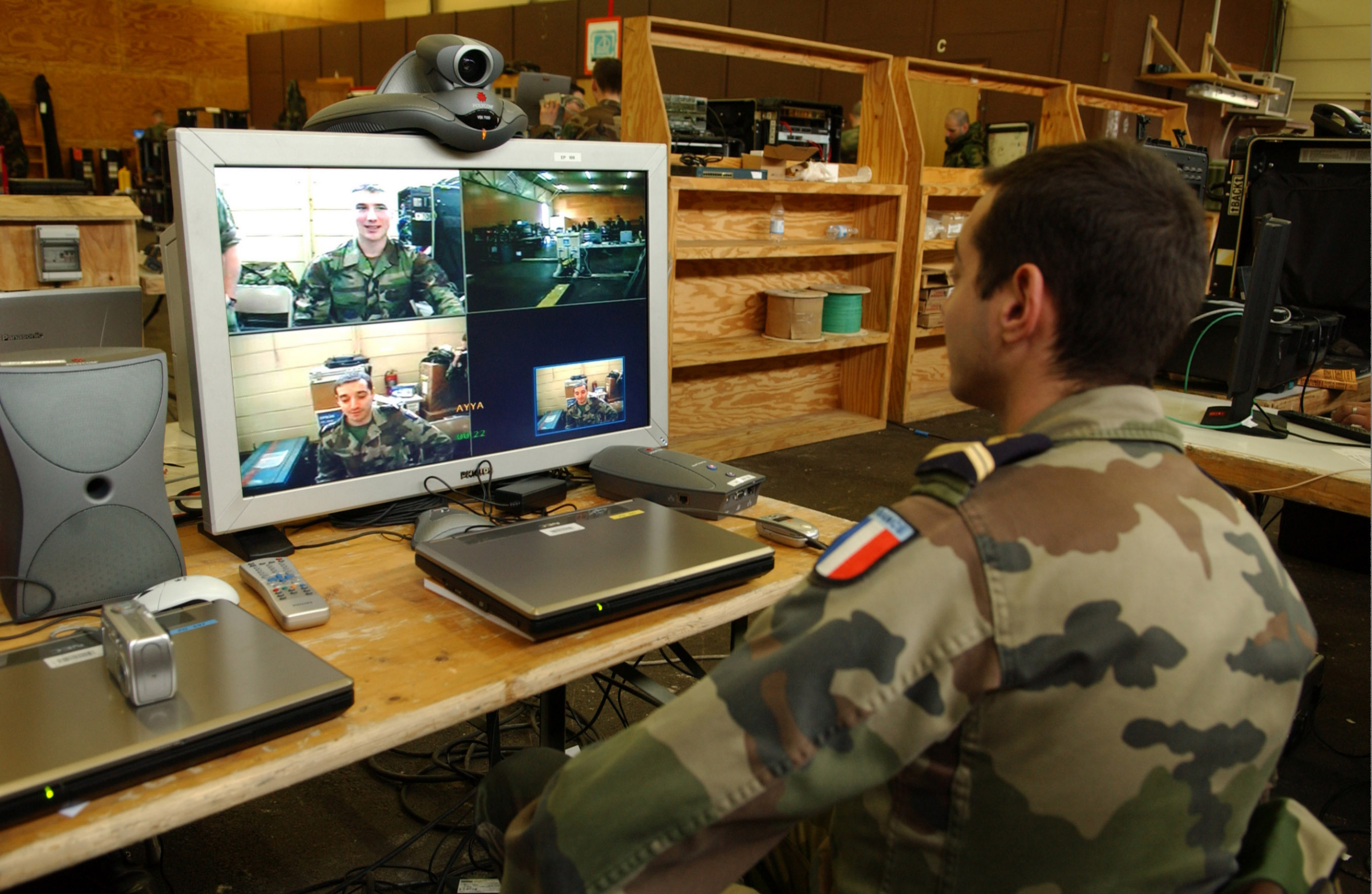
Ein französischer Soldat während einer Videokonferenz (2006)

Die Videokonferenz ist der synchrone Informationsaustausch zur Bild- und Tonübertragung. Mindestens eine Kamera und ein Mikrofon als Eingabegeräte sowie ein Bildschirm und ein Lautsprecher oder Kopfhörer als Ausgabegeräte müssen vorhanden sein. Bei nur zwei Teilnehmern ist der Begriff Bildtelefonie zutreffender. Erfolgt dagegen die Übertragung der Daten über das Internet, ist auch der Begriff Webkonferenz möglich. Videokonferenzen wurden vom in den USA für IBM forschenden Italiener Giorgio Coraluppi (20. Februar 1934 – 28. September 2022) erfunden.

## Geschichte

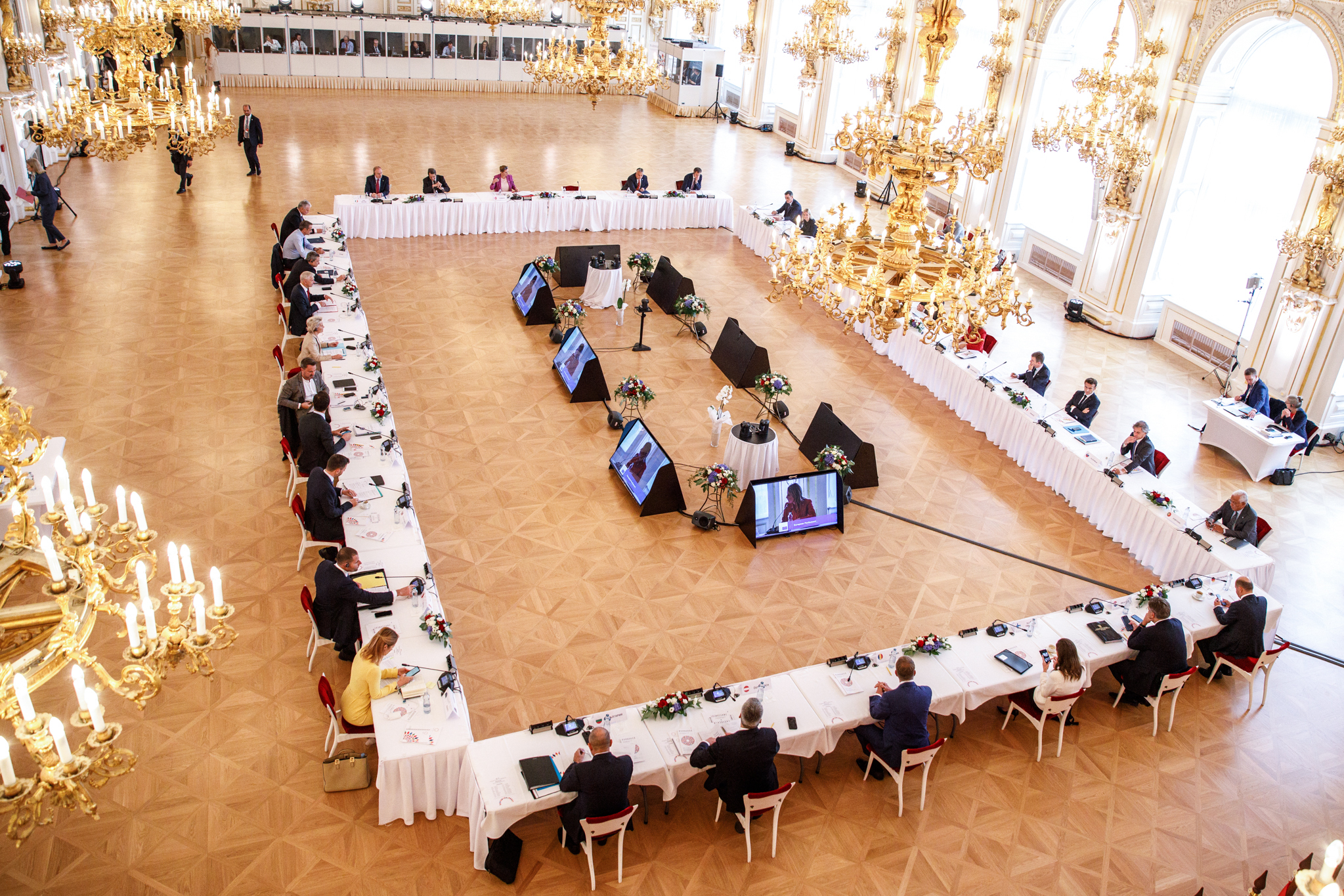
Videokonferenz mit Bildschirmen in der Mitte (2022)

Erste Entwicklungen von Technologien zur Videokonferenz begannen bereits in den 1930er-Jahren, parallel zur Entwicklung des Fernsehens. Trotz neuer Technologien in den 1970er-Jahren und einer dadurch getragenen Wiederaufnahme der Entwicklung waren Videokonferenzen bis zum Beginn des dritten Jahrtausends wenig verbreitet. Einen Durchbruch erlangten verbesserte Kompressionsverfahren der mittlerweile vollständig digitalisierten Sprach- und Videodaten, die Standardisierung der bis dahin proprietären Verfahren und der allgemeinen Verfügbarkeit von PCs und digitalisierten Anschlussleitungen zu ersten Erfolgen.
Auf der CeBit 1993 stellte das Aachener Unternehmen Datus das erste Videokonferenzsystem vor, bei der die Sprache um Faktor 10 komprimiert wurde.
Mit der zunehmenden Umstellung auf IP-basierte Vermittlungstechnik profitiert die Videokonferenz heute immer stärker von der Verfügbarkeit breitbandiger Verbindungen. Experten sagen daher eine wachsende Verbreitung dieser Kommunikationstechnologie voraus. Ein großer Vorteil von Videokonferenzen sind die Einsparung von zeit- und ressourcenraubenden Reisen (siehe auch: Green IT):

## Webkonferenz als unkomplizierteste Form einer Videokonferenz
Aufgrund der allgemeinen Verfügbarkeit von Computern mit Webcams bzw. Smartphones und eines gut ausgebauten Internets lässt sich heutzutage sehr einfach eine Videokonferenz unter Benutzung entsprechender Dienste abhalten. Teilweise sind diese Dienste und die entsprechende Client-Software für private Nutzung kostenlos verfügbar. Neben der Übertragung von am Computer aufgenommenen Webcam-Videos und gesprochener Sprache (VoIP) ist auch die Hinzunahme einer Telefonkonferenz bzw. die Mischung von Telefonkonferenz und Computer-Audio möglich.
Zum Aufbau einer Konferenz werden die gewünschten Teilnehmer von einem Gastgeber zum Beispiel per E-Mail eingeladen und erhalten darin eine ID oder einen Internet-Link, um der Konferenz beitreten zu können. Während der Konferenz können die Teilnehmer stummgeschaltet werden. Dies ist insbesondere bei großen Konferenzen üblich. Es ist aber auch möglich, einzelnen Teilnehmern das Wort zu erteilen. Die Webkonferenz ermöglicht die Anzeige von Bildschirminhalten (wie Dokumenten) eines Teilnehmers auf allen Teilnehmerbildschirmen (Screen-Sharing). Es stehen Chats und Bereiche für Fragen und Antworten zur Verfügung. Die Nachrichten können je nach Voreinstellung vertraulich an bestimmte Teilnehmer oder öffentlich an alle Teilnehmer gesendet werden.
Die Zahl der Teilnehmer kann in die tausende gehen, wobei dann aber in der Regel nur bestimmte Teilnehmer multimediale Daten versenden. Eine derartige Spezialform der Videokonferenz wird auch als Webcast oder Webinar bezeichnet.

## Technische Aspekte

### Die gerätetechnische Basis der Übertragung
Die Standardisierungsbehörde ITU-T definiert vier große Gerätegruppen:

#### Videokonferenz-Endgeräte
Der Videokonferenzmarkt bietet eine Reihe von Anlagen- beziehungsweise Umsetzungsvarianten als Endgeräte an, deren Ausstattung im Wesentlichen vom Einsatzzweck abhängt.
Desktop-Systeme
Bei Desktopsystemen sind die notwendigen Komponenten in einem PC eingebaut. Es wird dafür neben einer externen Kamera (heute meist USB-Webcam) auch ein Mikrofon beziehungsweise Headset benötigt. Man unterscheidet hardwarebasierte (Kodierung und Dekodierung auf einer Steckkarte) und rein software-basierte Desktop-Systeme. Neben den relativ geringen Kosten haben Desktopsysteme den Vorteil, dass der Anwender während der Videokonferenz vollen Zugriff auf seine Daten und die auf dem PC installierten Programme hat. Desktopsysteme eignen sich daher insbesondere dort, wo im Rahmen von Konferenzen auch eine gemeinsame Datenbearbeitung erfolgen soll.
Settop-Boxen / Rollabouts
Diese Kompaktsysteme sind spezielle Geräte, zu deren Betrieb in der Regel lediglich noch ein Monitor und die entsprechenden Netzanschlüsse (ISDN und/oder LAN) benötigt werden. Aufgrund des geringen Gewichtes und der einfachen Installation eignen sich diese Geräte auch für den mobilen Einsatz.
Raumsysteme
Raumsysteme sind modular aufgebaute, leistungsstarke Anlagen. Durch variable Ausstattungsmerkmale sind Systemkonfigurationen für fast jede Anwendung möglich. Leistungsstarke Kameras, Raummikrofone und große Monitore erlauben auch in großen Konferenzräumen den Einbau dieser Systeme, die auch die Einbindung weiterer Peripherieeinrichtungen wie zum Beispiel Dokumentenkameras ermöglichen.
Sonstige Geräte
Hierzu gehören die in der Entwicklung befindliche Mobilfunk-Videokonferenz per UMTS oder die Bildtelefonie.

#### Multipoint Control Unit (MCU)
MCUs sind Sternverteiler – auch als Reflector bezeichnet – für Gruppenkonferenzen. Sie sind immer dann notwendig, wenn mehr als zwei Teilnehmer an einer Konferenz teilnehmen wollen. Es handelt sich um Hard- und/oder Softwarelösungen, die eine oder mehrere Mehrpunktkonferenzen verwalten und steuern. Die MCU ist mit allen Teilnehmern verbunden. Sie verwaltet und regelt die ein- und ausgehenden Video- und Audiodatenströme. In Deutschland werden MCUs zum Beispiel innerhalb des DFN-Vereins zum Betrieb seines Dienstes VideoConference eingesetzt. Aber auch Unternehmen und große Landesverwaltungen wie z. B. in NRW oder Bayern setzen MCUs für Videokommunikation ein. MCUs unterstützen u. a. die Protokolle H.323 und SIP.

#### Gatekeeper
Der Gatekeeper ist eine zentrale logische Komponente der Videokonferenz, die unter anderem den Verbindungsaufbau zwischen den Endgeräten und der MCU organisieren kann. Er kann auch die Datenströme als Proxy weiterleiten. Alle Geräte, welche einem Gatekeeper zugeordnet sind, befinden sich in der gleichen Zone (ähnlich den Vorwahlnummern beim Telefon). Mit einem Gatekeeper werden Adressumsetzungen durchgeführt.

#### Gateway
Ein Gateway verbindet unterschiedliche Netze miteinander und ist über die OSI-Schichten 4 bis 7 implementiert. Dabei konvertieren Gateways Protokolle ineinander, können aber auch die Kopplung von zwei Netzwerken übernehmen. Bei gemeinsamer Nutzung von ISDN- und IP-Endgeräten ist der Einsatz eines Gateways zwingend notwendig.

### Protokolle als Basis der Übertragung
Einen wichtigen Teil der technischen Basis bilden die Protokolle H.320, H.323 und T.120. Diese Protokolle sind so genannte Schirmnormen, welche noch andere Protokolle zu einzelnen Aspekten beinhalten.

#### Das Protokoll H.323
Das wichtigste Protokoll für den Betrieb im Internet ist das Protokoll H.323. Die Norm regelt die Zusammenarbeit für Videotelefonie-Endgeräte, die über ein LAN/WAN verbunden sind.
Innerhalb des Rahmens von H.323 wird im Protokoll H.225 die Steuerung der Verbindung und die Umsetzung von IP-Adressen geregelt, mittels H.245 einigen sich die Geräte darauf, welche Dienste sie unterstützen. Das betrifft vor allem die Videokomprimierung nach H.261, H.263 oder H.264 und die Audiokodierung von G.711 bis G.729.

#### Das Protokoll H.320
Das Protokoll H.320 regelt den Betrieb von schmalbandigen Videotelefonieendgeräten (z. B. ISDN, Sat, Richtfunk) und enthält, wie H.323, weitere Rahmenspezifikationen.

#### Das Protokoll T.120
Mit Hilfe des Protokolls T.120 werden Datenanwendungen innerhalb einer Videokonferenz realisiert. Es umfasst neun Richtlinien, welche den Verbindungsauf- und -abbau, die Flusskontrolle, die Zusammenarbeit mit MCUs, die Verwendung von interaktiven Whiteboards, den Dateitransfer und das Application-Sharing detailliert festlegen.

#### Der Standard H.239
Eine klassische Videokonferenz hat einen Audio-, einen Video- und optional einen Datenkanal. H.239 definiert das Verfahren, einen zweiten Videokanal bei Verwendung der Protokolle H.320 und H.323 zu benutzen, um z. B. eine Präsentation als Video oder das Bild einer zweiten Kamera zu zeigen. H.239 ersetzt damit proprietäre Verfahren (z. B. People+Content, DuoVideo). Alle diese Verfahren lassen jedoch ein Application-Sharing nicht zu, da kein beiderseitiger Zugriff auf die Daten möglich ist.

#### Das Protokoll SIP
Das Session Initiation Protocol (SIP) wurde für die Übertragung von Multimedia-Anwendungen entwickelt. SIP ähnelt entfernt HTTP und ist nicht mit H.323 oder H.320 kompatibel. Es dient zum Aushandeln der Kommunikationsmodalitäten, die Kommunikation wird innerhalb der SIP Pakete über das Session Description Protocol (SDP) vereinbart. Der Datentransfer selbst findet dann meist direkt zwischen den Endpunkten mit anderen Internetprotokollen wie dem Real Time Transport Protocol statt.

#### Proprietäre Peer-to-Peer Systeme
Peer-to-Peer (P2P)-Videokonferenzsysteme verzichten auf zentrale Gruppen- und Kommunikationsserver, wie er bei H.323-Systemen durch Gatekeeper und MCU gegeben ist. Stattdessen wird Gruppen- und Dienstgütemanagement in die Endgeräte verlagert. P2P-Videokonferenzsysteme sind zumeist Desktopsysteme. Es sind proprietäre Systeme und unterliegen keiner Standardisierung. Beispiel für P2P-Videokonferenzsysteme sind das System Bravis der BTU Cottbus, das System daViKo (entstanden an der FHTW Berlin) und Skype.

## Anwendungssoftware
Verbreitete auf Videokonferenzen spezialisierte Computerprogramme sind Microsoft Teams, Zoom, Teamviewer Remote, Skype, Google Meet, Facetime, alfaview, Jitsi Meet, Big Blue Button, Amazon Chime und WebEx.
Außerdem werden auch Instant Messenger wie Signal, Telegram, Discord und WhatsApp dafür genutzt.
Einige Videokonferenzsysteme basieren auf dem offenen Standard WebRTC, der Web-Browsern Echtzeitkommunikation ermöglicht.

## Soziale Dynamik
Video-Konferenzen stellen eine eigenständige Kommunikationssituation dar, die nicht bloß auf der Mitte zwischen einer Telefonkonferenz und einem Treffen von Angesicht zu Angesicht (Face-to-Face-Kommunikation) liegt. Das wichtigste Problem ist dabei, dass aus den räumlich getrennten Standorten der Teilnehmer unterschiedliche Wahrnehmungsbedingungen resultieren.
Die Beantwortung der Frage, ob die Teilnehmer einer Videokonferenz verstärkt auf den Video- oder Audiostream zurückgreifen, hängt dabei vom Thema des Gesprächs ab. Wenn nonverbale oder deiktische Aspekte eine große Rolle spielen, rückt das Video in den Vordergrund, bei allen anderen Themen konzentrieren sich die Teilnehmer dagegen zumeist auf den Audiostream.
Ein häufig auftretendes Kommunikationsproblem in Videokonferenzen ist die bis zu einer Sekunde lange Zeitverschiebung zwischen Aufnahme und Ausstrahlung. Dieser Lag hat oft zur Folge, dass der jeweils andere Gesprächspartner als „langsam“ wahrgenommen wird oder eine Übertragungspause dahingehend missinterpretiert wird, dass der erwarteten, aber vermeintlich ausbleibenden Antwort ins Wort gefallen wird. Bei Videokonferenzen lasse sich solche Asynchronität nicht verhindern.
Außerdem ist es schwierig, einen Blickkontakt zu erzielen, da der Blick auf das Bild des Gegenübers auf dem Bildschirm nicht einem Blick in die Kamera gleichkommt, und ein Blickkontakt somit nur durch einen koordinierten Blickwechsel zwischen dem Bild der Gegenstelle und einem Blick in die Kamera zu erreichen ist. Hinzu kommt, dass oft das Eigenbild vorgezogen wird. Außerdem spielen technische Störungen und Grenzen wie Bild- oder Tonausfall oder Grobpixelierung eine Rolle.
Auch Videokonferenz-Fatigue (Zoom-Fatigue) kann zu Kommunikationsproblemen führen. Man sehe schon nach 50 Minuten tatsächlich körperliche Veränderungen.
Lange Besprechungen mit aktivierter Kamera fühlten sich an, als bekäme man ständig das eigene Konterfei vorgehalten, was „Mirror Anxiety“ (Spektrophobie) auslösen könne.

## Umweltaspekte
Eine einstündige Videokonferenz verursacht einen CO2-Ausstoß von 150–1000 g. Ohne Kamera würde dieser Wert stark sinken. Allerdings haben Videokonferenzen einen weit kleineren CO2-Fußabdruck als reguläre Konferenzen. So würde ein Flug zu einer Konferenz in New York 3,6 Tonnen CO2 verursachen.